# Michael Mina
Michael Mina (El Cairo, 1 de enero de 1969) es un chef, restaurador, empresario y autor de libros de cocina estadounidenses. Es el fundador de Mina Group, una compañía de administración de restaurantes que opera más de 40 restaurantes en todo el mundo. Él es el chef ejecutivo en sus dos restaurantes homónimo en San Francisco y Las Vegas, cada uno de los cuales ha ganado una estrella en la Guía Michelin. Es el autor de su primer libro de cocina en 2006 y ha hecho numerosas apariciones en televisión.

## Temprana edad y educación
Michael Mina, nacido en Egipto, se crio en Ellensburg, Washington. Comenzó a trabajar en una cocina francesa en su ciudad natal cuando tenía 16 años. Después de la secundaria, Mina asistió a la Universidad de Washington y trabajó en el restaurante en el Space Needle, donde recibió su primera exposición al trabajo en un restaurante muy concurrido. Se fue después de un año para asistir al Culinary Institute of America en Hyde Park, Nueva York.

## Carrera
Después de trabajar en Los Ángeles en el hotel Bel Air con el chef ejecutivo George Morrone, Mina siguió a Morrone a San Francisco para ayudar a crear Aqua. Tras la salida de Morrone de Aqua, Mina se convirtió en chef ejecutiva y recibió numerosos premios y reconocimientos.
El enfoque de Michael Mina para cocinar gira en torno a equilibrar cuatro elementos básicos: especias, dulzura, acidez y riqueza.
Michael Mina ha cocinado para tres presidentes de los Estados Unidos.
En 2002, Michael Mina conoció a Andre Agassi en el restaurante Mina en San Francisco; se asociaron para iniciar The Mina Group y abrir restaurantes de concepto como Nobhill y Seablue en Las Vegas.
En octubre de 2006, el restaurante de Mina en San Francisco, Michael Mina, recibió dos estrellas Michelin, uno de los cuatro restaurantes en el área de la Bahía de San Francisco que recibió dos estrellas. En octubre de 2011, recibió el premio al Restaurante del año de la revista Esquire.
Para la Guía Michelin del Área de la Bahía de San Francisco de 2010, el restaurante de Mina en San Francisco, Michael Mina, fue degradado a una estrella Michelin, luego fue excluido de la lista de estrellas en 2011. Para 2012, regresó a la lista de estrellas con una estrella Michelin .
En septiembre de 2012, Michael Mina lanzó Cook Taste Eat, una compañía de medios culinarios digitales que ofrece contenido de video a través de correos electrónicos y videos diarios. Junto con la copresentadora Michelle Branch, Michael Mina enseña a los espectadores cómo preparar comidas de calidad de restaurante en su propia cocina. A través de correos electrónicos y videos diarios, los espectadores aprenden cada comida un plato a la vez, junto con consejos y trucos culinarios detrás de escena. Michael es un conocido entusiasta de las ratas del río Albany.
En 2018 abrió Mina Brasserie en el distrito financiero de DIFC en Dubái.

## Libros
En noviembre de 2006, Michael Mina lanzó su primer libro de cocina, Michael Mina: The Cookbook. El libro presenta una serie de recetas con su "concepto Trio", así como sus platos "clásicos".

## Restaurantes
1. Michael Mina. San Francisco, California
2. Michael Mina. Bellagio. Las Vegas, Nevada
3. Pub 1842. Las Vegas, Nevada
4. Arcadia. San José, California
5. Stonehill Tavern. Monarch Beach, California
6. Stripsteak. Las Vegas, Nevada
7. Stripsteak Waikiki, Honolulu, Hawái
8. Bourbon Steak. The Americana at Brand. Glendale, California
9. Bourbon Steak. Fairmont Turnberry Isle Resort & Club, Aventura, Florida
10. Bourbon Steak. The Fairmont Scottsdale Princess. Scottsdale, Arizona
11. Bourbon Steak & Pub. Santa Clara, California
12. Bourbon Steak. JW Marriott, Nashville, Tennessee
13. Clock Bar. San Francisco
14. Bourbon Steak. Four Seasons Hotel, Washington D. C.
15. Mina Brasserie. Four Seasons Hotel DIFC, Dubái
16. RN74. San Francisco
17. RN74. Seattle
18. American Fish, Aria Resort & Casino, Las Vegas, Nevada (Closed, 2015)
19. PABU. San Francisco
20. PABU. Four Seasons Hotel, Baltimore, Maryland (Closed, 2014)
21. Wit & Wisdom. Four Seasons Hotel, Baltimore, Maryland
22. The Handle Bar. Jackson Hole, Wyoming
23. Pizza & Burger by Michael Mina
24. Fontainebleau Hotel, Miami Beach, Florida
25. Michael Mina Stripsteak. Fontainebleau Hotel, Miami Beach, Florida
26. Bardot Brasserie. Aria Resort & Casino. Las Vegas, Nevada
27. Mina Test Kitchen, San Francisco, California
28. Locale Market, St. Petersburg, Florida
29. PABU. Boston
30. Mina’s Fish House. Four Seasons Hotel, Ko’Olina, Oahu
31. International Smoke, San Francisco, California
32. International Smoke, Houston, Texas
33. Trailblazer Tavern, San Francisco, California
34. Mi Almita, Honolulu, Hawái
35. Prime Grill, Dubái, UAE
36. Cal Mare, MGM Springfield, Massachusetts

## Apariciones en televisión
Presentado por el presentador de Hell's Kitchen, Gordon Ramsay, como chef principal, Michael Mina apareció en el episodio 208 como juez de una competencia de comida. Más tarde, en el episodio 809, el chef Ramsay y los ganadores del desafío visitaron su restaurante XIV, pero Mina no apareció.